# Delmira Agustini
Delmira Agustini (Montevideo, 24 ottobre 1886 – Montevideo, 6 luglio 1914) è stata una poetessa e femminista uruguaiana, considerata una delle più importanti nella letteratura latino-americana del XX secolo.

## Vita
Delmira Agustini nacque a Montevideo nel 1886, fu una bambina di intelligenza precoce e mostrò subito una vocazione, fin da ragazzina, per la composizione poetica.
Iniziò a pubblicare non ancora ventenne e si sposò con un matrimonio di alta società, che purtroppo si dimostrò problematico. Divorziò subito dopo pochi mesi, ma fu uccisa nel 1914 dal marito, che in seguito si suicidò.

## Opere

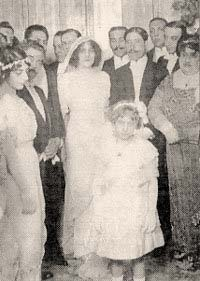
Le nozze di Delmira Agustini.

La Agustini risentì dell'influenza letteraria di Rubén Darío e compose nello stile del modernismo letterario del poeta nicaraguense. Il Dario la paragonò a Teresa d'Avila, affermando che era la prima donna ad esprimersi come tale nella poesia spagnola dai tempi della Santa.
Le sue principali poesie hanno un tema di fondo erotico per cui fu giudicata come una femminista nel Sudamerica del primo Novecento.
La Agustini era molto dedicata al soggetto amore nelle sue poesie e dedicò al Dio dell'amore, Eros, il suo terzo libro intitolato Los cálices vacíos nel 1913.  In quegli anni la Agustini era entrata a fare parte del movimento letterario "La Vanguardia", assieme a Julio Herrera y Reissig.
Le sue opere principali furono:
- El libro blanco (1907).
- Cantos de la mañana (1910).
- Los cálices vacíos (1913).
- El rosario de Eros (1924, pubblicato postumo).
- Los astros del abismo (1924, pubblicato postumo).
- Correspondencia íntima (1969, pubblicato postumo).

## PoesiaEl Silencio(da "Los Cálices vacíos")
Il seguente è un esempio (con traduzione in italiano) della poesia di Delmira Agustini:
| EL SILENCIO | IL SILENZIO |
| --- | --- |
| Por tus manos indolentes Mi cabello se desfloca; Sufro vértigos ardientes Por las dos tazas de moka De tus pupilas calientes; Me vuelvo peor que loca Por la crema de tus dientes En las fresas de tu boca; En llamas me despedazo Por engarzarme en tu abrazo, Y me calcina el delirio Cuando me yergo en tu vida, Toda de blanco vestida, Toda sahumada de lirio! | Tra le tue dita indolenti Si sciolgono i miei capelli; Sento vertigini ardenti Nelle due tazze di caffè nero Delle tue calde pupille; Folle, più che folle, Sono per i tuoi denti di crema Tra le fragole delle tue labbra; In fiamme mi frantumo Per incastonarmi nel tuo abbraccio, E cenere sono, delirio, Quando m'ergo nella tua vita, Tutta vestita di bianco, Tutta profumo di giglio! |